# International Cricket Council
International Cricket Council (ICC) er den internationale administration af cricket. Den blev grundlagt som Imperial Cricket Conference i 1909 af repræsentative fra England, Australien og Sydafrika, omdøbt til International Cricket Conference i 1965, og fik endelig sit nuværende navn i 1989.
Se også International Cricket Councils medlemmer